# Sant'Angelo a Nilo
Sant'Angelo a Nilo je rimokatolička crkva koja se nalazi na Decumano Inferiore (ulica Spaccanapoli) u Napulju, Italija. Nalazi se dijagonalno preko puta crkve San Domenico Maggiore u Napulju. Poznato je po tome što sadrži monumentalnu grobnicu u renesansnom stilu kardinala Rainalda Brancaccija (tal. Sepolcro del Cardinale Brancacci) Donatella i Michelozza, jedno od najvećih kiparskih djela u gradu.
Crkva se nalazi u jezgri starog grčko-rimskog grada: dobila je ime po egipatskom Nilu, kojeg su ovdje štovali egipatski trgovci. Započeta je 1385. godine kao kapela, posvećena sv. Anđela i Marka, oporukom kardinala Rainalda Brancaccija, čija je obitelj imala palaču u blizini. Sadašnji izgled datira iz ponovne izgradnje 1709. godine, pod vodstvom Arcangela Guglielmellija. Ostaci izvorne katalonsko-gotičke strukture uključuju glavni portal s arhitravom s anđelima i freskom u luneti s Djevicom Marijom i svetim Mihaelom i Bakulom s kardinalom Brancacciom (15. stoljeće). U interijer je premještena skulptura sv. Mihovila s drugog portala.
Umjetnička djela u interijeru uključuju grobnicu kardinala Brancaccia, platna iz škole Luca Giordano, oltarnu sliku iz 16. stoljeća sienskog slikara Marca Pina i mramorni tabernakul u sakristiji.
Antonio Valente, prvi veliki skladatelj napuljske škole za klavijature, ovdje je bio orguljaš od 1565. do 1580. godine.
- Grobnica kardinala Brancaccija
- Slika Marca Pina

## Vanjske povenzice
|  | Zajednički poslužitelj ima još gradiva o temi Sant'Angelo a Nilo |